# Cedron (Sudety Środkowe)
Cedron – potok, lewy dopływ rzeki Zadrna. Wypływa ze stawu w Betlejem w Górach Kruczych (Sudety Środkowe), przepływa przez Krzeszów – wieś w której mieści się sanktuarium maryjne oraz kalwaria.
Potok dostał swoją nazwę dzięki VII stacji kalwarii Krzeszowskiej „Strącenie Chrystusa z mostu do Cedronu”.